# 정재성 (축구 선수)
정재성(1992년 2월 21일 ~ )는 대한민국의 전 축구 선수로, 포지션은 미드필더였었다.